# La Isabela nemzetközi repülőtér
A La Isabela nemzetközi repülőtér (IATA: JBQ, ICAO: MDJB) (hivatalos neve: Dr. Joaquin Balaguer repülőtér, illetve a hely után, ahol található: Aeropuerto del Higuero) a Las Américas nemzetközi repülőtér mellett Santo Domingo és a Dominikai Köztársaság egyik nemzetközi repülőtere.

## A repülőtér története
A dominikai kormány 1999-ben bejelentette az addig használt Herrera repülőtér (HEX) bezárási tervét (ez egy kisebb repülőtér, ma már gyakorlatilag Santo Domingo város belsejében van), és egy új repülőtér felépítését – ez lett a La Isabela International az El Higuero kerületben (ez a városon kívül, a várostól északra található).
Az építés becsült költsége US$51m volt, bár ellenzéki képviselők ennek a négyszeresét jelezték előre. A változást a helyi repülőjáratok tulajdonosai is erősen ellenezték, mert attól féltek, hogy a város központjától légvonalban 13 km-re fekvő repülőtér helyett a belföldi utasok inkább a felszíni közlekedést fogják választani. A kormány 2000 szeptemberében a projekt elhalasztását jelentette be, amíg nem találnak a kivitelezés folytatásához magánbefektetőt. Addigra a költségek már kb. US$38m-ra rúgtak, és a kormány szerint még legalább US$32m-ra volt szükség.
Időközben végrehajtották az Avenida Jacobo Majluta sugárút rekonstrukcióját, melyre US$14m-t költöttek. Ennek a bevezető útnak az elkészülte alapvető fontosságú volt a La Isabela repülőtér működéséhez, és ezen kívül további bekötőutak is szükségesek voltak.
A tervek szerint a repülőtér kifutópályájának méretei 1650 x 30 méter, amit egy későbbi építési fázisban 3000 méteresre lehet bővíteni.
A repülőtér 2006-ban nyílt meg, ugyanakkor az Herrera repülőteret (HEX) 2006 februárjában bezárták.

## Forgalom
Az utasforgalom az elmúlt években az alábbi módon változott:
| Utasok száma | 464  | 20 730 | 40 526 | 26 416 | 22 553 | 34 547 | 40 600 | 32 474 | 75 655 | 103 901 |
|              | 1998 | 2001   | 2003   | 2006   | 2009   | 2011   | 2014   | 2017   | 2019   | 2022    |

## Légitársaságok és úticélok
2022-ben a La Isabela nemzetközi repülőtérről az alábbi járatok indulnak:
| Légitársaság    | Célállomások                                                                                              |
| --------------- | --- |
| Air Century     | Aruba, Barranquilla, Cartagena, Curaçao, Havana, Port-au-Prince, San Juan, Santiago de Cuba, Sint Maarten |
| Sunrise Airways | Port-au-Prince Charter: Dominica–Douglas-Charles                                                          |